# 李邦用
李邦用（1476年—？年），字尚賓，湖广襄阳府棗陽縣人，民籍。

## 生平
治《易經》，行二，由國子生中式甲子科（1504年）湖廣鄉試第二十七名舉人，年三十三歲中式正德三年（1508年）戊辰科會試第三百十六名，第三甲第一百一名進士。四年五月授南京山西道御史，十年五月官员考察，以不謹冠帶閑住。

## 家族
曾祖李旭。祖父李谦。父李果。前母刘氏；母毛氏。慈侍下，兄邦治、弟邦佐、邦問。